# Chłopska Wola
Chłopska Wola (do 1950 r. Księże Kolano) – wieś w Polsce, w województwie podkarpackim, w powiecie stalowowolskim, w gminie Pysznica. 
| SIMC    | Nazwa  | Rodzaj    |
| ------- | ------ | --------- |
| 0804170 | Górka  | część wsi |
| 0804187 | Podole | część wsi |

Chłopska Wola to najmniejsza miejscowość gminy Pysznica. Jest położona w zachodniej części gminy, graniczy przez San z miastem Stalowa Wola. Leży poza głównymi szlakami komunikacyjnymi, w widłach Sanu i Bukowej. Jest wsią sołecką.
W latach 1975–1998 miejscowość należała administracyjnie do województwa tarnobrzeskiego.

## Ludność
11 czerwca 2007 liczba ludności wynosiła: 164 osoby, w tym poniżej 18 lat – 29 osób (17,7%), 18 do 60 lat – 99 osób.
Mieszkańcy, będący katolikami, do 31 grudnia 2008 r. podlegali parafii Matki Bożej Szkaplerznej w Rozwadowie, a od 1 stycznia 2009 r. podlegają parafii Przemienienia Pańskiego w Jastkowicach.  W środku miejscowości istnieje murowana przedwojenna kapliczka, przy której dawniej w okresie wiosenno-letnim raz w miesiącu była odprawiana msza. Młodzież szkolna uczęszcza do szkoły podstawowej i gimnazjum w Jastkowicach, a do szkół ponadgimnazjalnych do Stalowej Woli i Niska. W latach 60. XX w. w społecznie wybudowanym budynku w centrum Chłopskiej Woli istniała czteroklasowa filia szkoły z Charzewic, później w budynku tym mieściły się sklep i świetlica. Budynek przestał być używany ze względu na zły stan techniczny.

## Położenie i środowisko przyrodnicze
Chłopska Wola jest położona wśród pól w widłach Sanu i Bukowej, około 6 km od Pysznicy – siedziby urzędu gminy i 2 km od Jastkowic. Największą miejscowością w okolicy jest granicząca przez San z obszarem gminy Stalowa Wola, co powoduje, iż miejscowości w gminie Pysznica stają się miejscem zamieszkania i rekreacji dla mieszkańców Stalowej Woli. W odległości 5 km od Chłopskiej Woli znajduje się park krajobrazowy Lasy Janowskie, w odległości 6 km jest rezerwat przyrody Jastkowice, a w odległości 12 km rezerwat przyrody Imielty Ług.
Walorami klimatu są korzystne warunki klimatyczne dla zamieszkiwania i wypoczynku. Na terenie miejscowości występują przeważnie użytki i nieużytki rolne, brak jest kompleksów leśnych. Skupiska drzew i krzewów występują jedynie wzdłuż rzek. W okolicy przeważają rędzinne gleby wysokich klas bonitacyjnych – I do VI.

## Położenie komunikacyjne
Przez Chłopską Wolę biegnie droga powiatowa, która kończy się na brzegu Sanu (do lat 80. ubiegłego stulecia funkcjonował tu prom), do przystanków MKS i PKS w Jastkowicach mieszkańcy mają ok. 2 km. Przeprawę przez San stanowią dwa mosty odległe od Chłopskiej Woli o 10 km (w Brandwicy) i 13 km (w Sudołach) (odległości liczone po drogach asfaltowych).
Miejscowość nie jest korzystnie położona pod względem szlaków komunikacyjnych. Mimo niewielkiej odległości od Stalowej Woli czy Pysznicy (w linii prostej 2,5 oraz 4,5 km) dojazd do Chłopskiej Woli środkami komunikacji publicznej jest utrudniony ze względu na brak kursów PKS i ZMKS Stalowa Wola do miejscowości oraz odległość od przystanku w Jastkowicach.

## Gospodarka
Na terenie Chłopskiej Woli zarejestrowanych jest kilka podmiotów gospodarczych. Są to podmioty jednoosobowe lub tzw. rodzinne – usługi transportowe, firma handlowa. Część mieszkańców zajmuje się rolnictwem, ale nie jest to podstawowe źródło utrzymania. Większość pracuje w pobliskich miejscowościach, głównie w Stalowej Woli i Nisku.
Na obszarze Chłopskiej Woli nie występuje już wiejska zabudowa drewniana. Cała miejscowość posiada sieć wodociągową, gazowniczą, telefoniczną, włączona jest do systemu kanalizacji sanitarnej, funkcjonuje system selektywnej zbiórki odpadów, istnieje oświetlenie uliczne.

## Historia
Powstanie miejscowości Chłopska Wola, nazywanej wcześniej Księże Kolano, datowane jest na koniec XVI wieku. Nazwa „Kolano” pochodziła od zakola („kolana”) rzeki San, w którym miejscowość jest położona, natomiast „Księże” od księcia Lubomirskiego, do którego miejscowość należała. 13 lutego 1950 r. zmieniono nazwę miejscowości na Chłopska Wola, natomiast na niektórych mapach z lat 70. XX w. zastosowano nazwę „Chłopska Wola (Księże Kolano)”.
Chłopska Wola od początku istnienia jako przysiółek należała do Charzewic. W 1950 r. miejscowość była przysiółkiem Brandwicy, a od 1977 roku, po likwidacji powiatów, tereny te zostały włączone do gminy Pysznica. Ten długoletni związek z położonymi na przeciwległym brzegu Sanu Rozwadowem i Charzewicami wyjaśniają ostatnie badania położenia koryta Sanu na przestrzeni wieków. W 1553 r. San płynął bliżej Jastkowic, tworząc od strony Charzewic głębokie zakole, okalające cały obszar administracyjnie należący do Chłopskiej Woli. Teren w obrębie tego meandru rzecznego zwano od najdawniejszych czasów „Golanem”. Pod koniec XVI w. rzeka zaczęła wyraźnie przemieszczać się w kierunku zachodnim. Z zapisów historycznych wynika, iż około 1596 r. wezbrane wody Sanu zniszczyły las i pasieki na Księżym Kolanie. Kiedy rzeka wyżłobiła nowe koryto, odcięła w 1602 r. cały teren Chłopskiej Woli od Charzewic.
Miejscowa ludność zajmowała się uprawą ziemi, co niektórzy zajmowali się hodowlą pszczół i bartnictwem. Na obszarze obecnego powiatu stalowowolskiego produkowano pod zaborami, bardzo znaczne ilości miodu i wosku. Dlatego około 1750 r. w celach podatkowych dokonano spisów bartni w Jastkowicach, Pławie i Chłopskiej Woli. W tym czasie Rozwadów był głównym ośrodkiem miejskim na tych terenach, dlatego też w leżącej na przeciwległym brzegu Sanu Chłopskiej Woli, funkcjonowała przeprawa promowa, służąca okolicznym mieszkańcom. Prom aż do lat 80. XX w. woził mieszkańców na targ, do kościoła parafialnego w Rozwadowie, dorosłych do pracy, a dzieci do szkoły.
Podczas I wojny światowej z prawego brzegu Sanu od strony Chłopskiej Woli trwał ostrzał Rozwadowa przez wojska rosyjskie. Z tego względu w polach nad Sanem można znaleźć starą amunicję. W czasie II wojny światowej, wiosną 1942 roku, wszyscy młodzi mężczyźni z okolicznych miejscowości zostali wezwani do stawienia się na stacji kolejowej w Rozwadowie, a następnie wywiezieni na przymusowe roboty na teren III Rzeszy. Wywózka ta nie ominęła mieszkańców Chłopskiej Woli.
Czasy powojenne to okres szybkiego rozkwitu pobliskiej Stalowej Woli, gdzie mieszkańcy Chłopskiej Woli znajdowali zatrudnienie, a wielu z nich tam się przeprowadziło. Z tego też powodu na terenie miejscowości zanikała tradycyjne wiejska zabudowa, mniejsze znaczenie w utrzymaniu ludności miało także rolnictwo.
25 maja 1951 utworzono gromadę Chłopska Wola z części gromady Brandwica w gminie Charzewice.
Co jakiś czas dawało znać o sobie specyficzne położenie Chłopskiej Woli u zbiegu dwóch rzek – pojawiały się powodzie. Po ostatniej dużej powodzi w lipcu 1981 roku, kiedy to pod wodą znalazła się większość zabudowań w miejscowości, od strony Sanu został wybudowany wał przeciwpowodziowy. Niestety jego budowa wzdłuż Bukowej nie została dokończona, co sprawia, że przy wysokich stanach wód mieszkańcy czują się zagrożeni.
Chłopska Wola to miejscowość o funkcji typowo mieszkaniowej – położona nad rzeką wśród pól – mimo tego, iż w okolicy widać bloki Stalowej Woli.

## Galeria

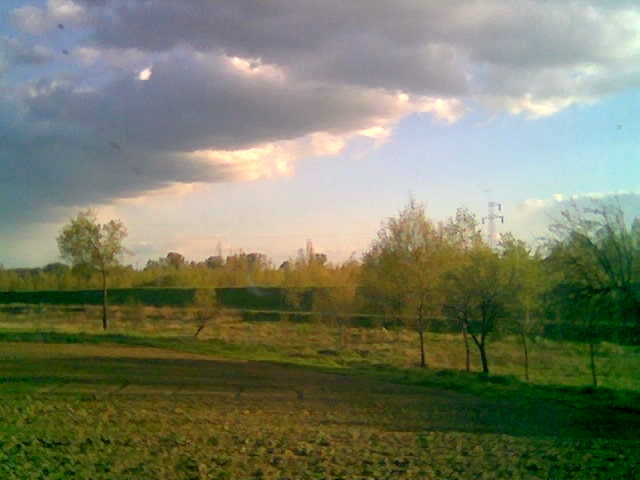
Widok na wał od strony Chłopskiej Woli.
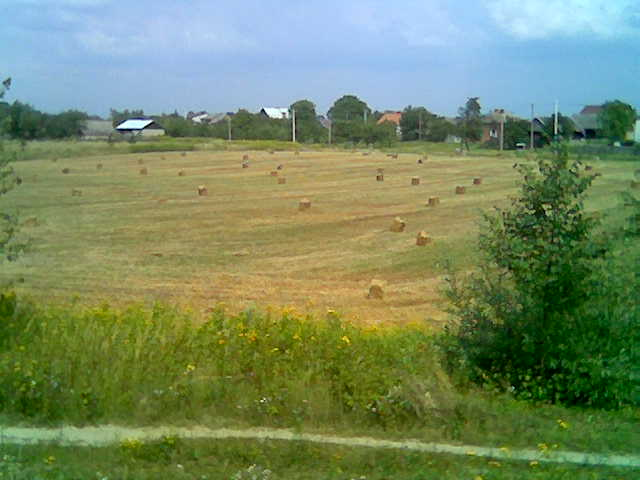
Chłopska Wola w czasie żniw.